# Méolans-Revel

Moriez este o comună în departamentul Alpes-de-Haute-Provence din sud-estul Franței. În 1 ianuarie 2022 avea o populație de 323 de locuitori.